# Hans-Peter
Hans-Peter oder Hanspeter ist ein männlicher deutscher Vorname.

## Herkunft und Bedeutung
Namensvereinigung:
- Hans: Kurzform zu Johannes, hebräisch Jochanan ‚Gott ist gnädig / Gott hat Gnade erwiesen‘
- Peter: Vorname griechischen Ursprungs mit der Bedeutung ‚Fels‘

Während die Form „Hanspeter“ etwa Ende des 19. Jahrhunderts durch Kontraktion der beiden Bestandteile entstand, wurde die Form „Hans-Peter“ als Doppelname vor allem in den 1930er bis 1950er Jahren populär.
Die Betonung des Namens kann auf Hans oder auf Peter erfolgen.

## Varianten
- Hans(-)Peter/Hanspeter
- Hanns(-)Peter/Hannspeter
- Hannes(-)Peter/Hannespeter (selten)
- Hape (Kurzform)
- Johann(es)(-)Peter (Langform, selten)

Eingewanderte Formen finden sich etwa als Hanspetar (tschechisch, slowakisch, slowenisch, auch deutsch) oder Hans-Petter/Hanspetter im Skandinavischen.

## Bekannte Namensträger (alle Varianten)

### A
- Hans-Peter Annen (* 1950), deutscher Diplomat
- Hans-Peter Archner (* 1954), deutscher Hörfunkredakteur
- Hanspeter „Hanery“ Amman (1952–2017), Schweizer Musiker

### B
- Hans-Peter Bartels (* 1961), deutscher Politiker
- Hans-Peter Berger junior (* 1981), österreichischer Fußballspieler
- Hans-Peter Betz (* 1952), deutscher Fastnachter
- Hans-Peter Boy (* 1964), ehemaliger deutscher Fußballspieler
- Hans-Peter Braun (* 1950), deutscher Kirchenmusiker, Organist, Komponist und Hochschullehrer
- Hans-Peter Briegel (* 1955), ehemaliger deutscher Fußballspieler
- Hans-Peter Buschheuer (* 1953), deutscher Journalist

### C
- Hanspeter Christen (1930–2015), Schweizer Bildhauer und Zeichner
- Hans-Peter Conzett (* ≈1940), Schweizer Badmintonspieler
- Hans Peter Cornelius (1888–1950), deutscher Geologe und Petrograph

### D
- Hans-Peter Dellwing (* 1950), ehemaliger deutscher Fußballschiedsrichter
- Hans Peter Doskozil (* 1970), österreichischer Politiker (SPÖ), Landeshauptmann des Burgenlandes
- Hans-Peter Dürr (1929–2014), deutscher Physiker

### E
- Hanspeter Eisendle (* 1956), professioneller Bergführer
- Hans-Peter Erb (* 1958), deutscher Psychologe und Professor für Sozialpsychologie

### F
- Hans-Peter Feldmann (1941–2023), deutscher Künstler
- Hans-Peter Ferner (* 1956), deutscher Leichtathlet und Olympiateilnehmer
- Hanspeter Fischer (1930–2009), Schweizer Politiker (SVP)
- Hans-Peter Friedrich (* 1957), deutscher Politiker

### G
- Hans-Peter Geerdes (* 1964) alias H. P. Baxxter, Frontman der Eurodance-Band Scooter
- Hans-Peter Gies (* 1947), ehemaliger deutscher Leichtathlet
- Hans-Peter Glanzer (* 1960), österreichischer Diplomat

### H
- Hans-Peter Haferkamp (* 1966), deutscher Jurist und Hochschullehrer
- Hans Peter Hallwachs (1938–2022), deutscher Schauspieler, Synchron- und Hörspielsprecher
- Hans-Peter Hammel (* 1947), Schweizer Autor, Kolumnist und Moderator und Basler Stadtoriginal
- Hans Peter Haselsteiner (* 1944), österreichischer Unternehmer
- Hanspeter Heinz (* 1939), deutscher römisch-katholischer Theologe
- Hanns-Peter Herz (1927–2012), deutscher Journalist und Politiker
- Hans-Peter Hoogen (* 1947), deutscher Schwulenaktivist
- Hanspeter Horner (1956–2025), schweizerisch-österreichischer Theaterregisseur

### I
- Hans Peter Ipsen (1907–1998), deutscher Rechtswissenschaftler
- Hans Peter Isler (* 1941), Schweizer Klassischer Archäologe

### J
- Hans-Peter Jahn (* 1948), deutscher Cellist, Literatur- und Musikwissenschaftler, Essayist, Autor und Komponist, Dramaturg, Veranstalter und Rundfunkredakteur
- Hans Peter Johannsen (1908–1981), deutscher Bibliotheksdirektor, Autor und Vorsitzender des Grenzfriedensbundes
- Hans-Peter Joisten (1942–1973), deutscher Automobilrennfahrer
- Hans Peter Jürgens (1924–2018), deutscher Kapitän und Kap Hoornier sowie Autor

### K
- Hans-Peter Kaul (1943–2014), deutscher Völkerrechtler
- Hans-Peter Kemper (* 1944), deutscher Politiker, ehemaliges Mitglied des Deutschen Bundestages
- Hape Kerkeling (* 1964), deutscher Komiker, Autor, Moderator, Schauspieler, Sänger und Synchronsprecher
- Hans-Peter von Kirchbach (* 1941), deutscher Offizier
- Hans-Peter Kirchberg (* 1956), deutscher Dirigent und Pianist
- Hans-Peter Kirchhof (* 1938), deutscher Richter
- Hans-Peter Koepchen (1939–1999), deutscher Tourenwagenpilot
- Hans Peter Korff (1942–2025), deutscher Film-, Theater- und Fernsehschauspieler
- Hans-Peter Kriemann (* 1977), deutscher Offizier und Historiker

### L
- Hanspeter Lanig (1935–2022), deutscher Skirennläufer
- Hanspeter Latour (* 1947), Schweizer Fußballtrainer
- Hans-Peter Lehmann (1934–2025), deutscher Regisseur und Intendant
- Hans-Peter Lehnhoff (* 1963), ehemaliger deutscher Fußballspieler
- Hans-Peter Liese (* 1965), deutscher Politiker
- Hans-Peter Lindstrøm, norwegischer Produzent, DJ und Musiker

### M
- Hans-Peter Martin (* 1957), österreichischer Politiker
- Hans-Peter Mayer (* 1944), deutscher Europaabgeordneter
- Hans-Peter Minetti (1926–2006), deutscher Schauspieler

### N
- Hans-Peter Neuhaus (* 1945), deutscher Handball-Nationalspieler
- Hans Peter Nilles (* 1950), deutscher Theoretischer Teilchenphysiker
- Hans-Peter Nolting (* 1945), deutscher Psychologe

### O
- Hans-Peter Obwaller (* 1971), österreichischer Radrennfahrer
- Hanspeter Oschwald (1943–2015), deutscher Journalist und Sachbuchautor

### P
- Hanspeter Padrutt (* 1939), Schweizer Psychiater, Psychotherapeut und Schriftsteller
- Hans-Peter Pohl (* 1965), ehemaliger deutscher Wintersportler und Olympiasieger

### R
- Hans-Peter Raddatz (* 1941), deutscher Orientalist und Publizist
- Hans-Peter Rehm (* 1942), deutscher Schachkomponist
- Hans-Peter Reinecke (1941–2005), deutscher Schauspieler
- Hans-Peter Repnik (1947–2025), deutscher Politiker
- Hans-Peter Röthlin (* 1941), römisch-katholischer Kirchenfunktionär

### S
- Hans-Peter Schneider (1937–2021), deutscher Staatsrechtslehrer
- Hans-Peter Schütt, Ordinarius für Philosophie an der Universität Karlsruhe
- Hans-Peter Schwarz (1934–2017), deutscher Zeithistoriker und Politikwissenschaftler
- Hans-Peter Schwarz (* 1945), deutscher Kunsthistoriker
- Hans-Peter Schwintowski (* 1947), deutscher Rechtswissenschaftler
- Hans-Peter Schwöbel (* 1945), Professor für Soziologie
- Hans-Peter Seidel (* 1958), deutscher Professor
- Hans-Peter Steinacher (* 1968), österreichischer Tornadosegler
- Hans Peter Stihl (* 1932), deutscher Unternehmer

### T
- Hanspeter Thür (* 1949), Schweizer Jurist und Politiker
- Johannes-Peter Timm, auch Hannespeter Timm (* 1942), deutscher Linguist und Fremdsprachendidaktiker
- Hans-Peter Trojek (* 1968), deutscher Journalist
- Hans-Peter Tschudi (1913–2002), Schweizer Politiker

### U
- Hans-Peter Uerpmann (* 1941), deutscher Archäozoologe
- Hans-Peter Uhl (1944–2019), deutscher Politiker
- Hans-Peter Ullmann (* 1949), deutscher Historiker
- Hanspeter Uster (* 1958), Schweizer Politiker (Grüne)

### V
- Hans-Peter Villis (* 1958), deutscher Manager
- Hans Peter Vothmann (1712–1797), Gärtner

### W
- Hans-Peter Waldhoff (* 1953), deutscher Soziologe
- Hanspeter Wieland (* 1948), Schriftsteller und Heimatdichter
- Hans-Peter Wiegert (* 1962), deutscher Karate-Bundestrainer
- Hans-Peter Wild (* 1941), deutscher Unternehmer und Jurist
- Hans-Peter Will (1899–1990), deutscher Politiker
- Hannspeter Winter (1941–2006), österreichischer Physiker
- Hans-Peter Wodarz (* 1948), deutscher Koch
- Hanspeter Wolfsberger (* 1948), deutscher Theologe und Pfarrer der Evangelischen Landeskirche in Baden

### Z
- Hans-Peter Zaugg (* 1952), Schweizer Fußballtrainer
- Hans-Peter Zenner (* 1947), deutscher Fachbuchautor